# 金沢市立三和小学校
金沢市立三和小学校（かなざわしりつ みわしょうがっこう、英語: Kanazawa Municipal Miwa Elementary School）は、石川県金沢市矢木1丁目にある公立小学校。

## 概要
- 三和小学校は、金沢市立押野小学校の児童数の急増と、地域住民の強い要望により開校した。

## 沿革
《主要な出典：》
- 1976年（昭和51年）度 - 用地買収折衝開始。
- 1977年（昭和52年）
  - 2月28日 - 買収契約完了。
  - 10月4日 - （仮称）第2押野小学校建設起工式挙行。
- 1978年（昭和53年）10月 - 第1期工事完成。
- 1979年（昭和54年）
  - 1月1日 - 「金沢市立三和小学校を金沢市立矢木1丁目74番地に設置する条例」[注釈 1]の施行。
  - 4月1日 - 押野小学校から分離して、金沢市立三和小学校開校。
  - 4月5日 - 開校式と「共和の像」（校下有志寄贈）除幕式挙行。
  - 5月10日 - 校舎建設第3期工事完成。
  - 7月16日 - 校舎及びプール竣工式挙行。竣工記念事業「学習園」完成。
- 1982年（昭和57年）2月28日 - 校舎及びプール竣工式挙行。竣工記念事業「学習園」完成。
- 1985年（昭和60年）3月 - 創立5周年記念誌発行。
- 1988年（昭和63年）
  - 11月17日[5] - 中国蘇州市の彩香中心小学校と姉妹校提携を締結[6]。
  - 11月26日 - 創立10周年記念式典挙行し、10周年記念誌発行。
- 1989年（平成元年）12月11日 - 中庭カラーブロック化。
- 1994年（平成06年）3月1日 - 屋内運動場ピロティ改良工事完成（ピロティを囲む工事）。
- 1995年（平成07年）3月31日 - 情報機器校内ネットワーク化整備事業によるコンピュータ40台（デスクトップ型29台、ノート型11台）の設置。
- 1996年（平成08年）10月11日 - 運動場南側防砂ネット改修工事完了。
- 1998年（平成10年）
  - 3月31日 - 運動場改修工事完了。
  - 11月21日 - 創立20周年記念式典挙行し、20周年記念誌発行。
- 1999年（平成11年）
  - 3月17日 - 校舎大規模改修第1期工事開始。
  - 4月1日 - 知的障害児学級開設。
- 2000年（平成12年）10月31日 - 校舎大規模改修第2期工事完成。
- 2001年（平成13年）4月1日 - 肢体不自由児学級開設。
- 2002年（平成14年）7月 - 運動場防砂ネット工事完了。
- 2005年（平成17年）4月1日 - 情緒障害児学級開設。
- 2008年（平成20年）11月5日 - 創立30周年記念式典挙行。
- 2013年（平成25年）11月10日 - 体育館緞帳が育友会より寄贈される。
- 2017年（平成29年）7月10日 - ユネスコスクールとして認証される。
- 2018年（平成30年）11月21日 - 創立40周年記念式典挙行し、記念演奏会開催。
- 2020年（令和02年）2月 - 普通教室への空調設備設置工事完了。
- 2023年（令和05年）12月 - トイレ洋式化改修工事完了。

## 服装
- 平常時は標準服の着用が義務付けられている。但し、私服登校が可能な時もある。[要出典]

## 学区
上荒屋1丁目、上荒屋2丁目、上荒屋3丁目、上荒屋4丁目、上荒屋5丁目、上荒屋6丁目、上荒屋7丁目、上荒屋8丁目、矢木1丁目、矢木2丁目、矢木3丁目、森戸1丁目、森戸2丁目、福増町（上に限る。）、いなほ1丁目、いなほ2丁目、いなほ3丁目、上安原南、中屋町（西826番地2、西874番地～西876番地、西884番地に限る。）、中屋南

## 主な卒業生
- イゴール・フラガ - レーシングドライバー

## 周辺
文教関係
- 金沢市立三和児童館
- 金沢市三和公民館
- 金沢市立埋蔵文化財センター

一般
- 金沢市金石消防署三和出張所 - 金沢市道をはさんで、敷地が隣接。
- 御和神社 - 金沢市道をはさんで、敷地が隣接。
- 石川県道195号倉部金沢線
- 矢木会館
- デイサービスセンター朱鷺の苑
- 国道8号線
- 金沢トラックターミナル
- NEXCO中日本
  - 北陸自動車道金沢西IC
  - 金沢支社
  - 金沢高速道路管理室
- なお、下述の北陸鉄道バス「矢木」停留所付近が、野々市市との市境線となる。

## アクセス
- 北陸鉄道バス「50」・「57」・「64」の各系統で、「矢木」停留所より、
  - 西金沢駅、金沢駅、金沢星稜大学・高校、金沢高校、金大附属学校自衛隊前方面のりばから、徒歩約700m・約11分。
  - イオンモール白山、上荒屋、いなほ工業団地方面のりばから、徒歩約715m・約11分。
- 北陸自動車道金沢西ICから、車で、
  - 下り線（富山方面）出口から、約3.6km・約8分。
  - 上り線（福井方面）出口から、約1.9km・約4分（直線距離では近いが、道路形状の関係で遠回りとなる）。